# Mohini Bhasmasur
Mohini Bhasmasur er en indisk stumfilm fra 1913 af Dhundiraj Govind Phalke.